# Proteocephalus australis
Proteocephalus australis is een lintworm (Platyhelminthes; Cestoda). De worm is tweeslachtig. De soort leeft als parasiet in andere dieren.
Het geslacht Proteocephalus, waarin de lintworm wordt geplaatst, wordt tot de familie Proteocephalidae gerekend. De wetenschappelijke naam van de soort werd voor het eerst geldig gepubliceerd in 1935 door Chandler.